# Malaysische Frauen-Handballnationalmannschaft
Die malaysische Frauen-Handballnationalmannschaft ist die Auswahl malaysischer Handballspielerinnen, welche die Malaysian Handball Federation auf internationaler Ebene, beispielsweise in Freundschaftsspielen gegen die Auswahlmannschaften anderer nationaler Verbände, aber auch bei internationalen Wettbewerben repräsentiert. Die bislang einzige Teilnahme an einem internationalen Turnier erfolgte bei den Asienspielen 2018, an der Asienmeisterschaft nahm die Mannschaft bisher nicht teil.

## Internationale Wettbewerbe
Die Nationalmannschaft nahm bisher einmal an den Asienspielen teil:
| - 1990: nicht teilgenommen - 1994: nicht teilgenommen - 1998: nicht teilgenommen | - 2002: nicht teilgenommen - 2006: nicht teilgenommen - 2010: nicht teilgenommen | - 2014: nicht teilgenommen - 2018: 10. Platz (von 10) |

## Liste der Länderspiele
| Datum         | Gegner     | Resultat     | Anlass      |
| ------------- | ---------- | ------------ | ----------- |
| 14. Aug. 2018 | Indonesien | 15:23 (9:12) | Asienspiele |
| 19. Aug. 2018 | Japan      | 03:64 (2:32) | Asienspiele |
| 21. Aug. 2018 | Thailand   | 12:40 (5:24) | Asienspiele |
| 23. Aug. 2018 | Hongkong   | 15:40 (9:23) | Asienspiele |
| 25. Aug. 2018 | Indien     | 19:54 (5:19) | Asienspiele |